# Тинчуда
Тинчуда — село в Тляратинском районе Дагестана. Входит в состав сельского поселения сельсовет Начадинский.

## География
Расположено в 12 км к северо-востоку от районного центра — села Тлярата, на правом берегу реки Мазадинка.

## Население
| 1869 | 1888 | 1895 | 1926 | 1939 | 1970 | 1989 |
| ---- | ---- | ---- | ---- | ---- | ---- | ---- |
| 63   | ↗84  | ↗101 | ↘60  | ↗96  | ↘71  | ↗86  |
| 2002 | 2010 | 2021 |      |      |      |      |
| ↗93  | ↗211 | ↘179 |      |      |      |      |